# منطقه عبدالله‌آباد
منطقه عبدالله آباد مربوط به دوران‌های تاریخی پس از اسلام تا سدهٔ ۹ ه‍.ق است و در زرندیه، شهر مامونیه، انتهای خیابان مفتح واقع شده و این اثر در تاریخ ۲۲ فروردین ۱۳۵۶ با شمارهٔ ثبت ۱۳۶۰ به‌عنوان یکی از آثار ملی ایران به ثبت رسیده است.